# Eluki Monga Aundu
Pour les articles homonymes, voir Monga (homonymie).
 (octobre 2019).
Eluki Monga Aundu Tito Sébastien, né à Kinshasa le 6 avril 1941 et mort à Bruxelles le 8 septembre 2022, est un général chef d'état major et ambassadeur congolais.    

## Biograau totale.hie

### Formation et carrière
Eluki Monga Aundu est licencié en sciences humaines et sociales de l'Ecole Royale Militaire de Bruxelles et breveté d'état-major de l'École interarmes en Belgique.
En 1965, il est respectivement commandant de compagnie avec le grade de lieutenant, commandant de l'école de peloton au centre d'entraînement de Kitona, officier S3 chargé de l'organisation, instruction et opération au centre de Kitona en 1968 avec le grade de capitaine puis chef d'état-major de la brigade aéroportée renforcée avec le grade de major.
En 1970, il devient attaché militaire chargé de la défense de l'Union des États d’Afrique centrale (UEAC)
En 1973, il est officier G3 Chargé de l'organisation, instruction et opération de l'état-major général des Forces armées zaïroises avec le grade de lieutenant-colonel.
En 1974, il est commandant en second de l'Ecole supérieure militaire.
De 1975 à 1976, il est commandant de la Brigade spéciale présidentielle avec le grade de colonel.
De 1976 à 1977, il est chef d'état-major du président Mobutu. Promu général de division, il est secrétaire d'État (ministre) à la Défense nationale, jusqu'en 1979 avant d'être nommé commandant de la première région militaire (Katanga et les deux Kasaï), fonction qu'il occupe jusqu'en 1981.
Promu général de division, il devient chef d'état-major de la force terrestre de 1981 à 1985 et chef d'état général des forces armées zaïroises avec le grade de général de corps d'armée de 1985 à 1987. En 1987, il est remplacé dans cette fonction par Lomponda Wa Botembe
Ambassadeur du Zaïre en Israël de 1988 à 1992, il participe à la conférence nationale souveraine en qualité d'invité.
De 1993 à 1996, il redevient chef d'état-major général des Forces armées zaïroises, remplaçant le général Mahele Lieko. En 1996, après le début de la première guerre du Congo, il est lui-même remplacé par le général Baramoto (en).